# Kiwi (owady)
Kiwi – rodzaj błonkoskrzydłych z rodziny gąsienicznikowatych i podrodziny Tersilochinae. Obejmuje osiem opisanych gatunków. Wszystkie są endemitami Nowej Zelandii.

## Morfologia
Błonkówki o ciele długości od 1,7 do 3,5 mm. Oskórek generalnie jest ziarenkowany i niepunktowany.
Hipognatyczna głowa ma poprzeczny, soczewkowaty nadustek o dolnym brzegu wypukłym lub lekko pośrodku ściętym, wyraźnie odseparowany rowkiem od twarzy. W widoku grzbietowym policzki okrągławo zwężają się za oczami, które to u obu płci mają równoległe krawędzie wewnętrzne. Czułki osadzone są w widoku bocznym pośrodku głowy. Biczyk u K. barrattae i K. gauldi jest nieco maczugowato zgrubiały, u pozostałych gatunków chudy; składa się na niego mniej członów niż u podobnego Aotearoazeus. Smukłe żuwaczki cechują się ząbkiem górnym trochę dłuższym od dolnego. Żeberko potyliczne jest w pełni rozwinięte, otwór wielki umieszczony pośrodkowo.
Śródplecze ma notauli wgłębione po przednio-bocznych stronach tarczy i opatrzone silną zmarszczką podłużną. Lekko sklepiona tarczka ma boczne żeberka podłużne rozwinięte tylko przy samej podstawie. Listewka epiknemialna na górnym końcu zakrzywia się gwałtownie by osiągnąć przednią krawędź mezopleury. Skrzydło przednie osiąga od 1,6 do 3 mm długości. Jego użyłkowanie cechuje się pierwszą żyłką radialną niesięgającą do wierzchołka skrzydła, prostym do nieco ostrego kątem między żyłką Rs+2r a sektorem radialnym, krótką i grubą żyłką 2rs-m, nieco antefurkalnym do silnie postfurkalnego umiejscowieniem żyłki 2m-cu oraz zamkniętą od tyłu komórką brachialną. Odnóża są smukłe, zwieńczone niegrzebykowanymi pazurkami. Biodra ostatniej pary u samicy pozbawione są listewki brzusznej. Pozatułów ma wyraźną tylną listewkę poprzeczną o łukowatym przebiegu oraz małą, okrągłą przetchlinkę.
Stylik cechuje się wzdłużnie rowkowanym petiolusem i ziarenkowanym, a czasem ponadto miejscami rowkowanym postpetiolusem. Glymma, niekiedy słabo dostrzegalna, łączy się bruzdą ze spodem petiolusa. Wgłębienie tyridialne bywa poprzeczne do nieco podłużnego. Metasoma ma smukły, lekko ku tyłowi rozszerzony, prawie walcowaty pierwszy tergit. Samica odznacza się smukłym, niewyspecjalizowanym, lekko do góry odgiętym pokładełkiem ze słabym przedwierzchołkowym wciskiem na stronie grzbietowej i bez nabrzmiałości przed zwężonym szczytem dolnej walwy.

## Rozprzestrzenienie
Rodzaj endemiczny dla Nowej Zelandii, znany z Wyspy Północnej i Południowej.

## Taksonomia
Takson ten wprowadzili w 2019 roku przez Andrey Khalaim i Darren F. Ward na łamach „Zootaxa”. Gatunkiem typowym wyznaczyli Zealochus gauldi opisanego w 2006 roku przez pierwszego z autorów.
Do rodzaju tego zalicza się osiem opisanych gatunków:
- Kiwi barrattae Khalaim et Ward, 2019
- Kiwi canterberus Khalaim et Ward, 2019
- Kiwi earlyi Khalaim et Ward, 2019
- Kiwi gauldi (Khalaim, 2006)
- Kiwi gronous Khalaim et Ward, 2019
- Kiwi oreteus Khalaim et Ward, 2019
- Kiwi ruzelus Khalaim et Ward, 2019
- Kiwi waitakerus Khalaim et Ward, 2019